# بورتر إيمرسون براون
بورتر إيمرسون براون (بالإنجليزية: Porter Emerson Browne)‏ هو كاتب مسرحي أمريكي، ولد في 22 يونيو 1879 في بيفرلي في الولايات المتحدة، وتوفي في 20 سبتمبر 1934 في نوروولك في الولايات المتحدة.

## وصلات خارجية
- بورتر إيمرسون براون على موقع IMDb (الإنجليزية)
- بورتر إيمرسون براون على موقع قاعدة بيانات برودواي على الإنترنت (الإنجليزية)
- بورتر إيمرسون براون على موقع قاعدة بيانات الفيلم (الإنجليزية)